# Moment (matematyka)
Moment zwykły {\displaystyle m_{k}} rzędu {\displaystyle k} (gdzie {\displaystyle k=1,2,...}) zmiennej losowej {\displaystyle X} to wartość oczekiwana {\displaystyle k}-tej potęgi tej zmiennej.
{\displaystyle m_{k}=E(X^{k})=\int \limits _{-\infty }^{\infty }x^{k}dF(x)=\left\{{\begin{array}{l}{\sum _{i}{x_{i}^{k}p_{i}}}&{(1)}\\{\int \limits _{-\infty }^{\infty }{x^{k}f(x)dx}}&{(2)}\end{array}}\right.}
gdzie:
{\displaystyle E(X)} – wartość oczekiwana zmiennej losowej {\displaystyle X,}
{\displaystyle \int \limits _{-\infty }^{\infty }x^{k}dF(x)} – całka Stieltjesa względem dystrybuanty,
{\displaystyle F(x)} – dystrybuanta,
{\displaystyle p} – funkcja prawdopodobieństwa,
{\displaystyle f} – funkcja gęstości.
Wzory (1) i (2) stosować należy odpowiednio dla zmiennej losowej o rozkładzie dyskretnym i rozkładzie ciągłym.
Dla {\displaystyle k=1} otrzymuje się wzór na wartość oczekiwaną zmiennej losowej {\displaystyle X}, zatem wartość oczekiwana jest pierwszym momentem zwykłym {\displaystyle m_{1}.}
Moment zerowy {\displaystyle m_{0}} - to suma prawdopodobieństw zmiennej losowej; jest równy 1.